# Diamante Blu
Diamante Blu (Blue Diamond) il cui vero nome è Elton T. Morrow, è un personaggio dei fumetti, creato da Ben Thompson (disegni), pubblicato dalla Timely Comics (che è diventata la Marvel Comics). La sua prima apparizione avviene in Daring Mystery Comics n. 7.
Viene in seguito recuperato dalla Marvel durante gli anni settanta per alcune storie riguardanti il supergruppo Legione della Libertà, del quale sarà uno dei membri.

## Biografia del personaggio
Elton T. Morrow è un archeologo che, durante una spedizione nell'Antartico, trova un misterioso diamante di colore blu. Durante il viaggio di ritorno, la nave sul quale viaggia viene attaccata da un sottomarino nazista e affondata, e Morrow si butta in mare con la scatola contenente il diamante; quest'ultimo verrà colpito da un colpo di cannone, facendolo esplodere in mille pezzi che penetreranno nel corpo dell'archeologo. Salvato da un pilota di aerei inglese, Morrow scoprirà che il diamante gli ha donato una forza sovraumana e una pelle a prova di proiettile. Dopo avere sconfitto uno scienziato nazista, si unirà alla Legione della Libertà, con il quale combatterà fino alla fine della seconda guerra mondiale per poi ritirarsi dalle scene; tornerà ad indossare il suo costume nel 1953, durante il funerale di Union Jack II.
Un anziano Diamante Blu tornerà in attività per aiutare la Cosa ad affrontare Shanga, una forma di vita aliena basata sui cristalli che si innamorerà di lui. L'aliena, grazie ai suoi poteri cosmici, muterà Morrow in un diamante vivente, quindi partiranno verso il suo pianeta natale.